# Route européenne 961
Pour les articles homonymes, voir E961 et Route 961.
La route européenne 961 est une route reliant Tripoli à Gýthio.